# Жимець (Равський повіт)
Жимець (пол. Rzymiec) — село в Польщі, у гміні Садковиці Равського повіту Лодзинського воєводства.
Населення — 49 осіб (2011).
У 1975-1998 роках село належало до Скерневицького воєводства.

## Демографія
Демографічна структура станом на 31 березня 2011 року:
|          | Загалом | Допрацездатний вік | Працездатний вік | Постпрацездатний вік |
| -------- | ------- | ------------------ | ---------------- | -------------------- |
| Чоловіки | 21      | 2                  | 17               | 2                    |
| Жінки    | 28      | 8                  | 14               | 6                    |
| Разом    | 49      | 10                 | 31               | 8                    |